# Seitenvorschub
Ein Seitenvorschub ist eine Markierung in einem elektronischen Dokument, die dem Dokumentinterpreter mitteilt, dass der folgende Inhalt Teil einer neuen Seite ist. Ein Seitenvorschub bewirkt, dass während des Spoolens des Dokuments zum Drucker ein Seitenvorschub-Steuerzeichen an den Drucker gesendet wird. Somit ist dies eines der Elemente, die zur Paginierung beitragen. Für diese Markierung wird in verschiedenen Dokumentformaten (speziell Plain Text) und Druckersteuerungen das Steuerzeichen Form Feed verwendet.

## Das Steuerzeichen „Form Feed“

### Seitenvorschub bei Druckausgabe
Das Steuerzeichen „Form Feed“ (englisch für ‚Formularvorschub‘) ist ein seitenumbrechendes ASCII-Steuerzeichen. Es weist den Drucker an, die aktuelle Seite auszuwerfen und am Anfang einer anderen Seite weiterzudrucken. Oft veranlasst es auch einen Wagenrücklauf. Der Zeichencode für das Steuerzeichen ist als 12 (0xC in hexadezimal) definiert und kann als Strg+L oder ^L dargestellt werden. In einer ähnlichen Verwendung kann Strg+L verwendet werden, um den Bildschirm in Unix-Shells wie bash zu löschen. In der Programmiersprache C (und anderen von C abgeleiteten Sprachen) wird das Steuerzeichen als '\f' dargestellt. Unicode sieht auch das Zeichen U+21A1 ↡ (U+21A1 downwards two headed arrow) als druckbares Symbol für einen Seitenvorschub (nicht als Seitenvorschub selbst). Das Steuerzeichen wird von der C-Zeichenklassifizierungsfunktion .isspace() als Leerraum betrachtet.
Beim Programmieren für moderne Drucker in modernen Betriebssystem-Umgebungen wie Windows, Unix, Linux oder macOS kommt das Steuerzeichen selten zum Einsatz. Stattdessen werden Formularvorschübe dadurch generiert, dass das Druckprogramm eine Formularvorschub-API-Funktion aufruft. Beim Drucken mit dem .NET-Framework wird beispielsweise das PrintPageEventArgs.HasMorePages-Attribut verwendet, um anzugeben, dass ein Seitenvorschub erwünscht ist.

### Verwendung als Abschnittstrennzeichen in Programmquellcode
Das Steuerzeichen wird manchmal in Plain-Text-Quellcode-Textdateien als Trennzeichen für einen Seitenumbruch oder als Markierung für Codeabschnitte verwendet. Einige Editoren, insbesondere Emacs und vi, haben eingebaute Befehle, um basierend auf dem Form-Feed-Zeichen nach oben/unten zu blättern. Diese Konvention wird hauptsächlich in Lisp-Code verwendet und ist auch in C- und Python-Quellcode zu finden. GNU-Programmierungskonventionen erfordern solche Form-Feed-Zeichen für C.

### Verwendung als Spoiler-Kennzeichnung im Usenet
Im Usenet wird das Steuerzeichen von mehreren Newsreadern als „Spoilerzeichen“ verwendet, wodurch sie den folgenden  Text automatisch ausblenden, bis der Benutzer die Aufhebung der Ausblendung ausdrücklich anfordert. Damit wird verhindert, dass Spoiler versehentlich aufgedeckt werden. Das genaue Verhalten hängt von dem Newsreader-Client ab, der den Artikel anzeigt: Gnus zeigt zum Beispiel „Next page ...“ („Nächste Seite ...“) in Fettschrift an und wechselt zu einem zweiten Bildschirmfenster, um Text nach dem Steuerzeichen anzuzeigen; slrn zeigt alle Nicht-Leerzeichen nach dem Steuerzeichen als Sternchen an; Dialog ändert die Schrift- und Hintergrundfarbe zwischen solchen Steuerzeichen in Rot; und XRN fügt einfach Leerzeilen ein, um den Rest des Artikelanzeigebereichs zu füllen, sodass der Benutzer nach unten scrollen muss, um den Spoiler anzuzeigen. Diese Verwendung des Steuerzeichens wird nicht von allen Newsreadern unterstützt und ist nicht standardisiert, obwohl es in einem Entwurf eines Usenet-Best-Practices-Dokuments der USEFOR-Arbeitsgruppe der IETF als eine Funktion gelistet ist, die von Newsreadern unterstützt werden sollte (aber nicht muss).